# Sephanoides
Sephanoides – rodzaj ptaków z podrodziny paziaków (Lesbiinae) w rodzinie kolibrowatych (Trochilidae).

## Zasięg występowania
Rodzaj obejmuje gatunki występujące w Ameryce Południowej (Chile (wraz z Juan Fernández) i Argentyna).

## Morfologia
Długość ciała 10–12 cm; masa ciała samców 5,5–10,9 g, samic 5–6,8 g.

## Systematyka

### Etymologia
- Sephanoides: gr. στεφανη stephanē „diadem”; -οιδης -oidēs „przypominający”[7].
- Eustephanus: gr. ευ eu „ładny, dobry”; στεφανος stephanos „korona”[8]. Gatunek typowy: Orthorhynchus sephanoides Lesson & Garnot, 1827.
- Stokoesiella: zdrobnienie epitetu gatunkowego Trochilus stokesii P.P. King, 1831[a][9]. Gatunek typowy: Trochilus fernandensis P.P. King, 1831.
- Thaumaste: gr. στεφανη stephanē „diadem”; -οιδης -oidēs „przypominający”[10]. Gatunek typowy: Trochilus stokesii P.P. King, 1831 (= Trochilus fernandensis P.P. King, 1831).

### Podział systematyczny
Do rodzaju należą następujące gatunki:
- Sephanoides sephaniodes (Lesson & Garnot, 1827) – fernandezik chilijski
- Sephanoides fernandensis (P.P. King, 1831) – fernandezik wyspowy